# Rebecca Newman
Rebecca Newman (Exmouth, 1981) è un soprano e cantante britannica.

## Biografia
Dal 2005 al 2011 Rebecca Newman ha pubblicato cinque album in studio, che hanno venduto complessivamente 12 000 copie. Il suo sesto disco Dare to Dream, uscito nel 2014, ha raggiunto la vetta della Official UK Classical Artists Albums Chart. Nel 2015 si è esibita in più di cinquanta date della tournée di Russell Watson, tra marzo e luglio, e ha cantato al concerto finale del tour estivo di Alfie Boe.

## Discografia

### Album in studio
- 2005 – Music Box
- 2008 – Cantare
- 2009 – Memory
- 2010 – O Holy Night
- 2011 – Fields of Gold
- 2014 – Dare to Dream

### Singoli
- 2012 – Il mio cuore va
- 2013 – Pass It On
- 2013 – Heroes to the World
- 2013 – Holidays Are Coming (Wonderful Dream)
- 2014 – Heroes to the World – The People's Anthem